# Пшиляскі (Мазовецьке воєводство)
Пшиляскі (пол. Przylaski) — село в Польщі, у гміні Пацина Ґостинінського повіту Мазовецького воєводства.
Населення — 307 осіб (2011).
У 1975-1998 роках село належало до Плоцького воєводства.

## Демографія
Демографічна структура станом на 31 березня 2011 року:
|          | Загалом | Допрацездатний вік | Працездатний вік | Постпрацездатний вік |
| -------- | ------- | ------------------ | ---------------- | -------------------- |
| Чоловіки | 199     | 21                 | 142              | 36                   |
| Жінки    | 108     | 17                 | 57               | 34                   |
| Разом    | 307     | 38                 | 199              | 70                   |